# Ulica Przędzalniana w Łodzi
Ulica Przędzalniana w Łodzi – ulica znajdująca się w dzielnicy Widzew. Ma około 2,9 kilometra długości, biegnie od ul. Tuwima, przez skrzyżowanie z al. Piłsudskiego (nieopodal placu Zwycięstwa), przez tereny Księżego Młyna do Alei marsz. Edwarda Śmigłego-Rydza w Łodzi.
W czasie wojny zmieniono nazwę na Mark-Meissen-Strasse. Po wojnie powrócono do oryginalnej nazwy ulicy.

## Geograficzny środek Łodzi

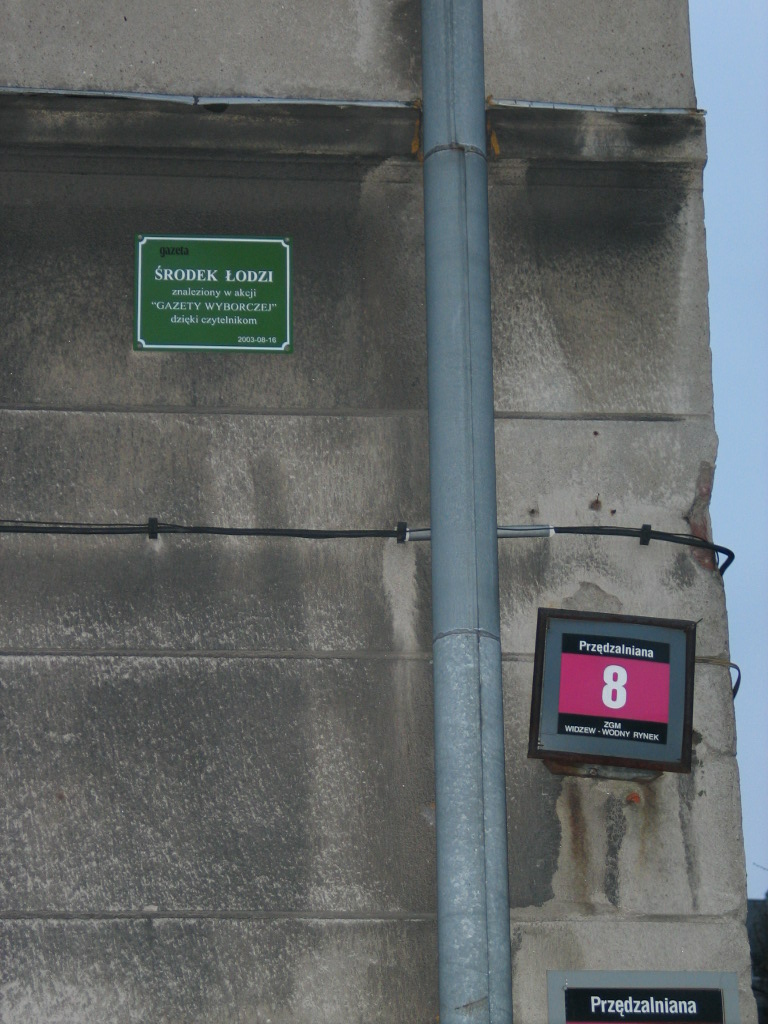
Tablica informacyjna

Na ścianie kamienicy przy ul. Przędzalnianej 8 w dniu 16 sierpnia 2003 umieszczona została tablica informująca, że miejsce to jest geograficznym środkiem Łodzi.
Do akcji zapoczątkowanej przez samych łodzian, przyłączyli się historycy i znawcy miasta. Przeprowadzone pomiary wykazały, że geograficzny środek Łodzi, znajduje się 100 metrów na południe od skrzyżowania ulic Tuwima i Przędzalnianej.